# 東京警備指令 ザ・ガードマン
『東京警備指令 ザ・ガードマン』（とうきょうけいびしれい・ザ・ガードマン）『ザ・ガードマン』は、TBSで1965年4月から1971年12月にかけて延べ6年9か月（全350話）にわたり、毎週金曜21:30 - 22:30（JST) に放送されたテレビドラマである。

## 概要
東京にある架空の警備会社「東京パトロール」を舞台に、犯罪と事件から市民を守るガードマン（警備員）たちの奮闘を描く、当時はまだ発展途上だった警備という業種をテーマとしたドラマ作品である。第48話以降はタイトルから「東京警備指令」の文字が外れている。
警備員というと制服を着て特定の場所の安全・秩序を守る仕事というイメージが強いが、本作に登場する警備員の7人は背広ネクタイ姿で登場することがほとんどであった。また、行動範囲も潜入捜査を始め、地方はもちろん海外に至るまで非常に広範であり、活動スタイルは警察の捜査員に近いものだった。社章として“交差した2本の鍵の上に止まる梟、全体を囲むようにVIGILAMUS DUM DORMITIS（ラテン語：あなたが寝ている間、我らは見守る）の文字”が設定されている。
第1話 - 第174話、第177話、第180話 - 第187話、第190話 - 第195話、第197話、第199話、第206話はモノクロ作品で、それ以外はカラー作品。
放送当時が高度経済成長期であったこともあり、当時では珍しかった海外ロケもKLMオランダ航空とのタイアップで、ヨーロッパを中心に多く行われた。最盛期は視聴率30％を越す人気を誇り、劇場用作品も2本製作された。

## 制作経緯
番組に登場する警備会社「東京パトロール」は日本初の警備会社「日本警備保障」（1983年にブランド名だったセコムへ改称）がモデルであり、制作には同社の協力を得ている。番組制作にあたり、日本警備保障に提示されたタイトルは「東京用心棒」だった。これに対し、当時の社長・飯田亮が「自分たちは『用心棒』ではない」として、逆提示したタイトルが「ザ・ガードマン」だったとされる。自社をモデルにされるにあたり、飯田は番組の脚本について「乱暴な言葉づかいをしない」、「女絡みなし」、「酒は飲ませない」の条件を出したと言われている。

## 影響
この番組で和製英語である「ガードマン」という言葉が少しずつ世間に広まるようになったが、セコムでは自社の警備員に対して「ガードマン」という単語は使わず「緊急対処員（ビートエンジニア）」と呼んでいる。
番組絶頂期にはホテルの玄関先でロケが行われ、撮影中はスタッフによって宿泊客の出入りが禁止されたという（元毎日放送アナウンサー・角淳一による体験談）。このような事態がまかり通るほど当時の人気と影響力は絶大であり、この番組で確立された「犯罪に敢然と立ち向かう少数精鋭の民間特殊部隊」というスタイルは後に放送が開始された『キイハンター』や『プレイガールシリーズ』などにも引き継がれ、昭和40年代のアクションドラマブームの火付け役となった。
1967年9月22日に最高視聴率40.5％を記録し、またJNN全国視聴率調査においても1965年、1966年と2年連続1位に輝いた。しかし、犯人や被害者の偽善や詐欺行為、破廉恥なシーンや金品強奪・違法薬物絡みの殺害シーン、犯人との銃撃戦といった残虐なシーンも多いことが子供の教育上悪影響を及ぼすとしてPTAから「子供に見せたくない番組」と抗議が殺到するようになり、その結果徐々に視聴率が低下。最終的には制作会社の大映の倒産もあり、1971年末で最終回を迎えた。
本放送終了後に地上波で再放送が行われた時期もあったが、現在では放送禁止用語になった表現が劇中で頻繁に使われていたことや社会情勢の変化もあり、2000年代以降はTBSチャンネルやファミリー劇場などのCS衛星放送で再放送が行われている（著作権や肖像権の関係で放送されなかった回もある）。

## スタッフ
- プロデューサー：野添和子、春日千春、小森忠、柳田博美ほか
- 音楽：山内正、大塩潤→渡辺岳夫
- 演奏：アンサンブル エム・ジー・エー
- 撮影：浅井宏彦、山崎忠、森田富士郎、武田千吉郎
- 録音：星正輝(アオイスタジオ)
- 編集：椙本英雄
- 効果：協立音響
- 現像：横浜シネマ現像所→東洋現像所
- ナレーター：芥川隆行(オープニングと次回予告)、矢島正明、城達也(共に不定期で本編の説明ナレーション)ほか
- 制作：大映テレビ室、TBS

## レギュラー出演者
- 高倉隊長（班長→主任、通称キャップ） - 宇津井健
元警視庁捜査一課の刑事（警部）。その培われた機動力と統率力を活かし実動部隊を束ねるリーダー。デスクワークにおいても妥協を見せず、加入した榊に対し他の隊員の意見を押し切り見習い隊員（契約社員）に任命した。飛行時間1800時間を超えるベテランパイロットで日本飛行連盟（操縦士のクラブで実在する）のベテランクラブ員でもある。
- 清水隊員 - 藤巻潤
高度な自動車運転テクニックを持つ。モナコグランプリに出場したり、内部抗争が発生していたカースタントチームに潜入したことがある。また歌唱力もあり、そのため、ナイトクラブやバンドに歌手として潜入したこともあった。学生時代に倉庫の守衛の経験あり。
- 荒木隊員 - 川津祐介
気さくな性格。メンバーの中では出演頻度が低い。ヒッピーの事ならちょっと詳しいらしい。
- 杉井隊員 - 倉石功
高倉チームの中では最年少、それゆえ失敗が多い。
- 吉田隊員（班長） - 稲葉義男
高倉チームの中では最年長で、高倉や榊よりも年長、ゆえに高倉からは「君」、榊からは｢さん｣と敬称付で呼ばれる。戦争中は海軍兵曹長。
- 小森隊員 - 中条静夫
中堅メンバー。眼鏡がトレードマークだが初期においてはかけていなかった。
- 榊隊員 - 神山繁
第2話から登場。その際は警視庁の警部で高倉とは盟友。高倉からは、人手が足りないし、お前の力が必要だから東京パトロールに来てほしいと頼まれ、その気持ちに応えるべく第45話で何の前振りもなく東京パトロールの実動部隊に転職するが、会社の規定からしばらくは見習い隊員（契約社員）だった。また他の隊員が高倉のことを｢キャップ｣と呼ぶのに対し、高倉とは旧知の仲である榊は彼のことを呼び捨てにする。
- 三原チーフ（主任） - 清水将夫
作品初期に登場した実動部隊の責任者。オープニングで彼が電話機の受話器を取り「はい、こちら東京パトロール！」と応えるカットはその後の刑事ドラマに多大な影響を与え模倣された。 なお、これはドラマ「ダイヤル110番」の「はい、こちら110番！」で始めたのが先である。

## こぼれ話
- メイン脚本家の1人であった増村保造は、本人名義以外でも「山田悠」「尾崎悠」「菊山栄二」名義でも数多くの作品を手がけている[3]。
- 最終回は2話にまたがっての放送だったが、なぜかこのときだけは、通常悪役（悪役として計26話に出演）の今井健二が、途中から善玉となって、ガードマンの捜査に協力するという珍しいシーンもあった。
- 榊隊員を演じた神山繁は、特に後期では出演回数が少なくなった。最終回もオランダロケに参加できなかったため劇中に登場せず、国内で撮影されたガードマンたちが事件の解決を祝うラストシーンでようやく登場した。同様に最終回のエンディングも、オランダで撮影されたサンタクロースのソリに乗って去って行くガードマンのカットだったため、全員がソリの上から手を振るシーンでは神山の姿が無く、キャスト紹介でのガードマンたちのアップショットでは、神山繁の映像のみ背景が異なっていた。
- 後期の脚本は大半が山浦弘靖によって執筆されている。
- 特に後期において山浦弘靖を筆頭に、スタッフの名前がその回によって旧字体になったり新字体になったりと、頻繁に変更した。

## 劇用車

### 東京パトロールのガードマン用のパトカー
- 初期はフォード・タウヌス P3が使用された。
- 後半では、当時のオペル輸入代理店だった東邦モーターズの協力もありオペル・レコルトCが使用された。
  - レコルトが破壊されるシーンでは同色に塗られた40型のクラウンなどに差し替えられる事が多かったが、第220話「宝石自動車ダイナミック襲撃」では、密輸されたダイヤモンドが紛れ込んでいたがゆえに、購入直後に密輸団に強奪された上分解されてしまったり、第319話「殴りこみホットパンツ大作戦」では、現金輸送中に襲撃されてガラスが割られ車体にもかなりのダメージが加えられることなどがあった。

- 山岳地帯を舞台にしたエピソード（例・第184話「悪党コンビの狂ったバカンス」、第348話「今晩ワ!私は死のセールスマン」）では、いすゞ・ユニキャブや三菱・ジープなどの四輪駆動車が使用された。
- 「現金輸送車危機一髪」など現金輸送車がタイトルに入る回を中心に、特注の現金輸送車が登場した。
  - 小型トラックのいすゞ・エルフィンに、装甲仕様のハイルーフバンボデーを架装したもの。フロントウインドシールド内側には、007のアストンマーティン・DB5並に、下からせり上がる防弾板を備える。国内では同種の輸送車は珍しく、ドラマが現実に先行した例といえる。最後の登場回（第230話「海底強盗団」）で犯人グループにより水没させられた上に爆破されてしまい役目を終えるが、後年の『西部警察』の特殊車両にもつながる、特徴的な劇用車である。
  - 前述の映画化作品「ザ・ガードマン 東京忍者部隊」では、ガードマン用パトカーが４０型コロナ・ハードトップ、金塊輸送車に４０型マスターラインが使用されていた。この金塊輸送車のマスターラインも下からせり上がる防弾板を備えていた。ちなみに台詞上でその金塊輸送車を「８気筒エンジン搭載で、しかも前輪駆動車なので、悪路に強いです」と依頼主に紹介するシーンがあるが、マスターラインに前輪駆動はもちろん、８気筒エンジンを搭載するグレードは存在しない。

### その他劇用車
- オペル・レコルトが使用されていたこともあり、第312話では東邦モーターズのショールームや黄色いオペル・GTも登場し、同車独特のヘッドライト点灯シーンも劇中で使われた。

## その後のガードマン
- サントリーが『ザ・ガードマン』本放送時のスポンサーであった事[注釈 3]が縁で、1989年に当時の出演者7人（宇津井・藤巻・川津・倉石・稲葉・中条・神山）が再び集結し、『サントリー・ウイスキーソーダ』のCMに出演した。使用した『ザ・ガードマン』のテーマ曲は、現代風にアレンジされたものとなった。決め台詞は「まじめに生きてた甲斐がある。」。ちなみにCMで7人が集結したバックに使われた建物はTBS緑山スタジオ（神奈川県横浜市青葉区）[注釈 4]の外観である。
- 『ザ・ガードマン』の企業モデルとなったセコムは、高倉隊長を演じた宇津井が死去した2014年3月14日の夜にフェイスブック公式ページ（セコムタウン）とオフィシャルツイッターにて追悼コメントを発表して故人を偲んだ[4][5]。

## 放送リスト

### 1965年（昭和40年）
| 話     | 放送日   | サブタイトル           | 脚本              | 監督     | ゲスト |
| ------ | -------- | ---------------------- | ----------------- | -------- | --- |
| 第1話  | 4月9日   | 黒い猫                 | 下飯坂菊馬        | 村山三男 | 芳村真理、見明凡太朗、伊沢一郎、増田順司、北原義郎、村上不二夫、小林昭二                                             |
| 第2話  | 4月16日  | 黒い微笑               | 増村保造          | 井上芳夫 | 浜田寅彦、富田仲次郎、服部マリ、中野誠也、三田国夫                                                                   |
| 第3話  | 4月23日  | 黒いアスファルト       | 安藤日出男        | 村山三男 | 中谷一郎、磯村みどり、三田村元、沼田曜一、佐竹明夫、若松和子、小山内淳                                               |
| 第4話  | 4月30日  | 赤いエレベーター       | 松木ひろし        | 富本壮吉 | ロミ・山田、川合伸旺、穂積隆信、倉田マユミ、江幡高志、新田勝江                                                       |
| 第5話  | 5月7日   | 赤い妄執               | 加瀬高之          | 富本壮吉 | 江波杏子、原知佐子、佐藤慶                                                                                           |
| 第6話  | 5月14日  | ガラスの太鼓           | 増村保造          | 崎山周   | 浜村純、林千鶴、田口計、杉裕之、小池朝雄、須藤健、夏木章、島宇志夫、ジョージ川口                                     |
| 第7話  | 5月21日  | 狂った獣（けだもの）   | 下飯坂菊馬        | 崎山周   | 藤村志保、吉野憲司、浅沼創一、鹿島信哉、ホキ徳田、新村礼子、螢雪太朗                                                 |
| 第8話  | 5月28日  | 第9レースを狙え        | 砂田量爾          | 湯浅憲明 | 多々良純、工藤堅太郎、上野山功一、島田屯、丸山修、星ひかる、遠藤哲平、坂修、三原有美子、目黒幸子                     |
| 第9話  | 6月4日   | 情事の終り             | 安藤日出男        | 湯浅憲明 | |
| 第10話 | 6月11日  | 黒い恐怖               | 下飯坂菊馬        | 井上芳夫 | |
| 第11話 | 6月18日  | 現金輸送車襲撃         | 増村保造          | 土井茂   | 田武謙三、川口敦子、山田幸男、石井伊吉、高杉哲平                                                                     |
| 第12話 | 6月25日  | 夜は二つの顔           | 吉岡道夫          | 土井茂   | 霧立はるみ、角梨枝子、成瀬昌彦、有馬昌彦、山路義人、伊東光一、花布辰男、佐多慶子、牧村純子                           |
| 第13話 | 7月2日   | 白昼の逃亡             | 増村保造          | 弓削太郎 | 小林千登勢、仲谷昇、奥野匡、内田稔、谷謙一、螢雪太朗、北山年夫                                                       |
| 第14話 | 7月9日   | 殺人者                 | 石松愛弘          | 富本壮吉 | 滝田裕介、東野孝彦、沢たまき、三条美紀、増田順司、深見泰三、袋正、小栗一也、北町史郎、国創典、守田比呂也、松尾文人   |
| 第15話 | 7月16日  | 人間の絆               | 田村孟            | 富本壮吉 | 木村俊恵、戸浦六宏、浅沼創一、尾瀬俊子、田沢幸男、フレッド・ダンバー、海東太郎、土屋靖夫、星紀一                     |
| 第16話 | 7月23日  | ガードマンを罠にかけろ | 増村保造          | 弓削太郎 | 藤村志保、園井啓介、藤村有弘、江幡高志、城所英夫、天草四郎、浜世津子、緒方敏也、渡辺鉄弥、螢雪太朗、加藤雅子、中村正 |
| 第17話 | 7月30日  | ある夜突然に           | 加瀬高之          | 湯浅憲明 | 安部徹、町田博子、東京子、近藤宏、江畑絢子、村上不二夫、青野平義、春本富士夫、夏木章、花布辰男、三谷昇、寄山弘       |
| 第18話 | 8月6日   | 裸の欲望               | 増村保造          | 井上芳夫 | ジェリー藤尾、林千鶴、渥美国泰、春日章良、文野朋子、鈴木瑞穂、村田扶実子、寺島幹男                                   |
| 第19話 | 8月13日  | 超特急西へ             | 高岩肇            | 富本壮吉 | 吉行和子、田口計、小笠原良智、山本清、夏木章                                                                         |
| 第20話 | 8月20日  | 私は殺される           | 増村保造          | 井上芳夫 | ロミ・山田、滝田裕介、小田切みき                                                                                     |
| 第21話 | 8月27日  | 黄金の牙               | 石松愛弘          | 富本壮吉 | 永井智雄、八代真矢子、夏川かおる、武内享、伊沢一郎、武藤英司、浜村純、大山健二、目黒幸子、巽秀太郎                   |
| 第22話 | 9月3日   | 地上21階の襲撃         | 増村保造          | 井上昭   | |
| 第23話 | 9月10日  | 夜と昼の女             | 高久進            | 井上昭   | 中村玉緒、渡辺文雄、炎加世子、倉田爽平、安倍庄行、大山健二、早川雄二、三田国夫                                       |
| 第24話 | 9月17日  | ガードマン空へ         | 安藤日出男        | 土井茂   | 南原宏治、姿美千子、成田三樹夫、寺田農、ミスター珍、真山知子、水島真哉、藤岡重慶、大橋一元                           |
| 第25話 | 9月24日  | 続ガードマン空へ       | 安藤日出男        | 土井茂   | 南原宏治、姿美千子、成田三樹夫、寺田農、ミスター珍、真山知子、水島真哉、藤岡重慶                                     |
| 第26話 | 10月1日  | 黒い香水瓶             | 宮川一郎          | 井上昭   | 中原早苗、御木本伸介、神田隆、花沢徳衛、小林勝彦                                                                     |
| 第27話 | 10月8日  | 不敵な逃亡者           | 増村保造          | 井上芳夫 | 市川好郎、清村耕次、真弓田一夫                                                                                       |
| 第28話 | 10月15日 | 暗黒の掟               | 高岩肇            | 井上芳夫 | 成田三樹夫、坪内ミキ子、青山良彦、紺野ユカ、加藤和夫、高城淳一、瞳麗子、松本克平、久松保夫、海老原博幸               |
| 第29話 | 10月22日 | 赤い罠                 | 増村保造          | 井上芳夫 | |
| 第30話 | 10月29日 | 金庫破り               | 山田悠            | 土井茂   | 小池朝雄、渚まゆみ、高見国一、岡部健、幸田宗丸、緒方敏也、西本裕行                                                   |
| 第31話 | 11月5日  | 宝石泥棒               | 菊山栄二          | 崎山周   | 小林裕子、三上真一郎、金光満樹                                                                                       |
| 第32話 | 11月12日 | あでやかな獲物         | 山田悠            | 土井茂   | 北あけみ、藤木孝、川辺久造                                                                                           |
| 第33話 | 11月19日 | 闇に笑う               | 増村保造 菊山栄二 | 井上芳夫 | 夏圭子、長谷川明男、林千鶴、仲谷昇                                                                                   |
| 第34話 | 11月26日 | ダイヤモンド作戦       | 長谷川公之        | 井上芳夫 | ロミ・山田、沼田曜一、藤村有弘、近石真介                                                                             |
| 第35話 | 12月3日  | 姿なき眼               | 加瀬高之 小滝光郎 | 崎山周   | 川合伸旺、大泉滉、石井伊吉                                                                                           |
| 第36話 | 12月10日 | 醜聞（スキャンダル）   | 増村保造          | 弓削太郎 | 大塚道子、小林哲子、河内桃子、阿部百合子、横森久、小笠原良智、清水良英、三橋敏男                                     |
| 第37話 | 12月17日 | いちばん長い夜         | 田口耕三          | 井上芳夫 | 山本耕一、江見俊太郎、梅津栄                                                                                         |
| 第38話 | 12月24日 | 七年目のサンタクロース | 田口耕三          | 土井茂   | 滝田裕介、川口敦子、山崎直衛、菅貫太郎、山本清、新田勝江                                                             |
| 第39話 | 12月31日 | わたしは人殺しなの     | 増村保造          | 土井茂   | |

### 1966年（昭和41年）
| 話     | 放送日   | サブタイトル             | 脚本              | 監督     | ゲスト |
| ------ | -------- | ------------------------ | ----------------- | -------- | --- |
| 第40話 | 1月7日   | 結婚と微笑               | 増村保造          | 井上芳夫 | |
| 第41話 | 1月14日  | とんでもない季節         | 菊山栄二 増村保造 | 井上芳夫 | 林千鶴、中野誠也、千秋実 |
| 第42話 | 1月21日  | 女の青い炎               | 増村保造          | 富本壮吉 | 谷口香、渡辺文雄、大辻伺郎、文野朋子、藤木孝、小松方正、大村文武、梅津栄、田中三津子、高村栄一、宗近晴見、緒方敏也、片山滉             |
| 第43話 | 1月28日  | 顔の消えた男             | 田口耕三          | 富本壮吉 | 仲谷昇、柳川慶子、加藤和夫、名古屋章、有馬昌彦、伊藤幸子、新村礼子、三谷昇、西本裕行、渥美國泰、真屋順子、橋爪功                       |
| 第44話 | 2月4日   | コンクリートの下         | 田口耕三          | 宮下泰彦 | 北村和夫、加藤嘉、高橋悦史 |
| 第45話 | 2月11日  | 女は見ていた             | 増村保造          | 井上芳夫 | 岩崎加根子、嘉手納清美、中谷一郎、田中邦衛、長谷川哲夫、中村たつ、野中マリ、小美野欣二                                                 |
| 第46話 | 2月18日  | 白昼の通り魔             | 田口耕三          | 村山三男 | 河津清三郎、磯村みどり、見明凡太郎、山口崇、服部哲治、笠置シズ子、潮万太郎、杉田康                                                     |
| 第47話 | 2月25日  | 美貌の罠                 | 七条門            | 富本壮吉 | 田中明夫、穂積隆信、若宮忠三郎 |
| 第48話 | 3月4日   | 結婚の秘密               | 山田悠            | 井上芳夫 | 姿美千子、殿山泰司、佐々木功、木村淑恵、南美江、近石真介、奥野匡、水城蘭子                                                             |
| 第49話 | 3月11日  | 小羊の肉                 | 加瀬高之 小滝光郎 | 弓削太郎 | 小林哲子、滝田裕介、浜村純、成瀬昌彦、沢たまき、柄沢英二、珠めぐみ                                                                     |
| 第50話 | 3月18日  | 逃亡と裏切り             | 増村保造          | 弓削太郎 | 河内桃子、中村孝雄、戸浦六宏、小林哲子、沼田曜一、中村是好、藤岡重慶、阿部百合子、青野武史                                             |
| 第51話 | 3月25日  | 男の争い                 | 石松愛弘          | 井上芳夫 | 天知茂、小林重四郎、増田順司、北林早苗、須藤健、飛田喜佐夫、宮口二郎                                                                   |
| 第52話 | 4月1日   | バラ色の人生             | 増村保造          | 弓削太郎 | 夏圭子、藤木孝、永田靖、大塚国夫、小松方正、幸田宗丸                                                                                   |
| 第53話 | 4月8日   | 雪崩                     | 田坂啓            | 土井茂   | 高橋悦史、市原悦子、三角八郎、福田豊士、本郷淳、小山内淳、宮川洋一、松島みのり                                                         |
| 第54話 | 4月15日  | 秘められた愛情           | 宮田達男          | 井上芳夫 | 林千鶴、美川陽一郎、山岡久乃、河村弘二、小美野欣二                                                                                     |
| 第55話 | 4月22日  | 知らない街               | 田口耕三          | 土井茂   | ジェリー藤尾、富士真奈美、南原宏治、北村総一郎                                                                                         |
| 第56話 | 4月29日  | 都会の陰謀               | 西条道彦          | 井上芳夫 | 西沢利明、高須賀不二子、砂塚秀夫、見明凡太郎、高村栄一、神田隆、鈴木瑞穂、森矢雄二、杉裕之、中原健、目黒幸子                           |
| 第57話 | 5月6日   | 危険を買う男             | 藤森明            | 村山三男 | 山形勲、若松和子、北原義郎、紺野ユカ、見明凡太郎、江幡高志、南道郎、有馬昌彦、内田稔、川辺久造、安藤三男、松浦いづみ、伊東光一、橋爪功 |
| 第58話 | 5月13日  | 砂糖のような犯罪         | 弓削太郎          | 弓削太郎 | 芳村真理、小池朝男、田村奈巳、渥美国泰、国景子、小瀬朗、荻昱子、登山晴子                                                               |
| 第59話 | 5月20日  | 人喰い鮫                 | 下飯坂菊馬        | 弓削太郎 | 北村和夫、高橋昌也 |
| 第60話 | 5月27日  | 裁くのは俺だ！           | 高久進            | 井上芳夫 | 河野秋武、瞳麗子、永井智雄、小林重四郎、水城蘭子、中谷一郎、春本泰雄、田中筆子、上田美由紀                                             |
| 第61話 | 6月3日   | ダイヤモンドの歌が聞える | 菊山栄二          | 弓削太郎 | 夏圭子、加藤嘉、長谷川待子、佐竹明夫、穂積隆信、中村孝雄、村瀬幸子、賀原夏子                                                           |
| 第62話 | 6月10日  | 大犯罪作戦               | 石松愛弘          | 村山三男 | |
| 第63話 | 6月17日  | 女ひとり                 | 柴英三郎          | 井上芳夫 | 久我美子、文野朋子、鈴木瑞穂、小林哲子、横森久、中原健、豪健二、木原みどり、荒木康夫                                                   |
| 第64話 | 6月24日  | 東洋の涙                 | 田口耕三          | 村山三男 | 谷口香、御木本伸介、嘉手納清美、潮万太郎、春日章良、早川雄三、春本泰男、三夏信、豪健二、村田扶実子、耕田久鯉子、有本欽隆               |
| 第65話 | 7月1日   | 口笛を吹く悪魔           | 山浦弘靖          | 弓削太郎 | 楠侑子、露口茂、松本朝夫、宮口二朗 |
| 第66話 | 7月8日   | 沖縄へ直行せよ           | 田村孟            | 安田公義 | 姿美千子、河野秋武、佐々木功、睦五郎、内田朝雄、ジェーン・岡田、上野山功一、フレッド・ダンバー、高村栄一                               |
| 第67話 | 7月15日  | 高倉キャップを消せ！     | 田口耕三          | 安田公義 | 天知茂、高英男、坪内ミキ子、戸浦六宏、宗方奈美                                                                                         |
| 第68話 | 7月22日  | 赤い関係                 | 藤森明            | 宮下泰彦 | 高橋昌也、渥美國泰 |
| 第69話 | 7月29日  | 宝島は太陽の下に         | 清水英司          | 井上芳夫 | 益田喜頓、水島道太郎、北村総一郎、林千鶴、藤田弓子、大杉莞児、稲川忠完、村岡頓次、西尋子、笠原玲子、岡田陽子、岡田陽子                 |
| 第70話 | 8月5日   | 大空の死闘               | 菊山栄二 増村保造 | 村山三男 | 山本耕一、戸浦六宏、高宮敬二、斉藤チヤ子、増田順司、緒方敏也、西本裕行、浜口喜博                                                       |
| 第71話 | 8月12日  | 見えない敵               | 宮田達男          | 富本壮吉 | 神田隆、谷口香、松村達雄、西尋子 |
| 第72話 | 8月19日  | 暗殺指令                 | 菊山栄二          | 村山三男 | 金子信雄、北原義郎、田武謙三、紺野ユカ、三角八郎、丹羽又三郎、小山内淳、浜口喜博                                                       |
| 第73話 | 8月26日  | 挑戦                     | 石松愛弘          | 安田公義 | |
| 第74話 | 9月2日   | 黒部の叫び               | 石松愛弘          | 村山三男 | 渡辺文雄、大森暁美、織本順吉、高津住男、村上不二夫                                                                                     |
| 第75話 | 9月9日   | 殺人者の館               | 石松愛弘          | 弓削太郎 | 山東昭子、夏圭子、佐竹明夫、寺田農 |
| 第76話 | 9月16日  | 赤い身代金               | 菊山栄二          | 土井茂   | 嘉手納清美、和田孝、今井健二、睦吾郎、玉川伊佐男、阪脩、深沢英子                                                                       |
| 第77話 | 9月23日  | 鍵のなかの死刑台         | 増村保造          | 弓削太郎 | |
| 第78話 | 9月30日  | 宝を抱いて地獄へ行け     | 立花明            | 弓削太郎 | |
| 第79話 | 10月7日  | 現金輸送車危機一発！     | 加瀬高之          | 村山三男 | 小栗一也、成田三樹夫 |
| 第80話 | 10月14日 | 罠には罠を               | 田口耕三          | 宮下泰彦 | |
| 第81話 | 10月21日 | 殺意の影                 | 石松愛弘          | 池広一夫 | 根上淳、影万里江、増田順二、真山知子                                                                                                   |
| 第82話 | 10月28日 | 七人の狩人（ハンター）   | 藤森明            | 土井茂   | |
| 第83話 | 11月4日  | ダイヤモンド襲撃         | 石松愛弘          | 土井茂   | |
| 第84話 | 11月11日 | ハートで盗め             | 尾崎悠 増村保造   | 弓削太郎 | 金井克子、伊丹一三、南原宏治、市村俊之、文野朋子、中村孝雄、北山年夫                                                                   |
| 第85話 | 11月18日 | ニセ札は踊る             | 加瀬高之          | 土井茂   | 松村達雄、宮川和子、小笠原良智、早川雄三、香川良介、福原真理子、九段吾郎、杉裕之                                                       |
| 第86話 | 11月25日 | 悪者たちは死んだ         | 村木房夫          | 富本壮吉 | 加藤嘉、小林重四郎、田島和子、杉裕之、清水元、木の実ナナ、久米明、夏木章、森矢雄二                                                     |
| 第87話 | 12月2日  | 檻の中の女               | 菊山栄二          | 宮下泰彦 | |
| 第88話 | 12月9日  | 赤い標的                 | 石松愛弘          | 柳田博美 | |
| 第89話 | 12月16日 | 死神の館                 | 藤森明            | 井上芳夫 | 工藤堅太郎、川口知子、久米明、小松方正、東恵美子、中村是好、細川俊之、宗近晴見                                                         |
| 第90話 | 12月23日 | 女は魔物か               | 弓削太郎          | 弓削太郎 | |
| 第91話 | 12月30日 | 復讐の赤い牙             | 大津皓一          | 安田公義 | 若宮忠三郎、武藤英司、増田順司、浅見比呂志、波多まゆみ、家田圭子                                                                       |

### 1967年（昭和42年）
| 話      | 放送日   | サブタイトル                                        | 脚本       | 監督     | ゲスト |
| ------- | -------- | --------------------------------------------------- | ---------- | -------- | --- |
| 第92話  | 1月6日   | ロンドンの青い霧 （イギリス・ロンドンロケ）         | 安藤日出男 | 村山三男 | |
| 第93話  | 1月13日  | ロンドン - 東京応答せよ （イギリス・ロンドンロケ）  | 安藤日出男 | 村山三男 | |
| 第94話  | 1月20日  | 美しいスパイたち                                    | 菊山栄二   | 宮下泰彦 | 本郷功次郎、姿美千子、江波杏子、木の実ナナ、アウトキャッツ、ロミ・山田、加藤和夫、今井健二、遠藤泰子、目黒幸子、高村栄一 |
| 第95話  | 1月27日  | 氷が燃えるとき                                      | 清水哲二   | 黒田義之 | 長谷川明男 |
| 第96話  | 2月3日   | アムステルダムの女 （オランダ・アムステルダムロケ） | 増村保造   | 村山三男 | 岸田今日子、小池朝雄、小林千登勢、大辻伺郎、内田稔                                                                       |
| 第97話  | 2月10日  | 大雪原の銃口                                        | 近藤純     | 井上芳夫 | |
| 第98話  | 2月17日  | 現金輸送車絶体絶命                                  | 藤森明     | 土井茂   | |
| 第99話  | 2月24日  | 予告殺人                                            | 清水啓司   | 井上芳夫 | 寺田農 |
| 第100話 | 3月3日   | 氷の海から来た女                                    | 安藤日出男 | 村山三男 | |
| 第101話 | 3月10日  | 北海の大金塊                                        | 安藤日出男 | 村山三男 | |
| 第102話 | 3月17日  | 真夜中の標的                                        | 石松愛弘   | 柳田博美 | 天知茂、高須賀不二子、椎名勝巳、渥美国泰、増田順司、北町史郎、宮口二郎、堀那津子                                         |
| 第103話 | 3月24日  | 真赤な裏切り                                        | 加瀬高之   | 宮下泰彦 | 中原早苗、姿美千子、中村敦夫、須賀不二夫、田口計、久米明、上田忠好、此島愛子、光枝明彦                                   |
| 第104話 | 3月31日  | 白昼の大襲撃                                        | 石松愛弘   | 黒田義之 | |
| 第105話 | 4月7日   | 国際会議全滅作戦                                    | 増村保造   | 土井茂   | |
| 第106話 | 4月14日  | 太陽に向って大追跡                                  | 加瀬高之   | 村山三男 | |
| 第107話 | 4月21日  | 古墳の呪い                                          | 尾崎悠     | 村山三男 | 福田豊士、杉裕之、沢阿由美、小林重四郎、村上不二夫、杉田康                                                               |
| 第108話 | 4月28日  | ガードマン本部奇襲作戦                              | 清水英司   | 土井茂   | 待田京介 |
| 第109話 | 5月5日   | 忘れられない顔                                      | 増村保造   | 土井茂   | |
| 第110話 | 5月12日  | 栄光への罠                                          | 石森史郎   | 富本壮吉 | 江原真二郎、野際陽子、浜田ゆう子、川合伸旺、鈴木瑞穂、目黒幸子、穂積隆信、山崎直衛、徳丸完                               |
| 第111話 | 5月19日  | 死を招く部屋                                        | 石松愛弘   | 黒田義之 | |
| 第112話 | 5月26日  | 死闘一対一                                          | 尾崎悠     | 中西忠三 | 永山一夫 |
| 第113話 | 6月2日   | 惡夢の果て                                          | 藤森明     | 中西忠三 | 木村功、木村淑恵、穂高稔、皆川和子、住吉正博、中島元、富永一矢、柄沢英二、恵比寿まさ子                                   |
| 第114話 | 6月9日   | 富士山への追跡                                      | 中西隆三   | 柳田博美 | 南廣、ジェリー伊藤、佐々木孝丸、八木昌子、原良子、梶健司、若宮忠三郎                                                     |
| 第115話 | 6月16日  | 死を占う少女                                        | 藤森明     | 宮下泰彦 | 川口晶 |
| 第116話 | 6月23日  | 勝利なき挑戦                                        | 石森史郎   | 黒田義之 | |
| 第117話 | 6月30日  | おしゃべりは死を招く                                | 増村保造   | 宮下泰彦 | 中原早苗、北村和夫、吉野佳子、川辺久造、菅野忠彦、松島量子、三上哲                                                       |
| 第118話 | 7月7日   | 大泥棒一家                                          | 石松愛弘   | 宮下泰彦 | 多々良純、山東昭子、三崎千恵子、藤木孝、内田朝雄、吉野謙次郎、北原義郎、杉田康                                           |
| 第119話 | 7月14日  | すすり泣く美女                                      | 加瀬高之   | 黒田義之 | 真理明美、春日章良、国景子、加代キミ子、光枝明彦、徳丸完                                                                 |
| 第120話 | 7月21日  | 棺こそわたしの家                                    | 清水英司   | 井上昭   | |
| 第121話 | 7月28日  | 魔性の女                                            | 増村保造   | 弓削太郎 | 藤岡琢也 |
| 第122話 | 8月4日   | 地獄で会った四人の男                                | 増村保造   | 宮下泰彦 | |
| 第123話 | 8月11日  | 現代・牡丹灯籠                                      | 増村保造   | 弓削太郎 | 露口茂、田島和子、小池朝雄、田原久子、佐竹明夫、早川雄三、稲垣昭三                                                       |
| 第124話 | 8月18日  | ざくろの沼の恐怖                                    | 安藤日出男 | 中西忠三 | 渡辺文雄、山下洵一郎、横森久、沢阿由美、若松和子、樋浦勉、田坂都、 近石真介、有馬昌彦、寄山弘、藤原めぐみ                |
| 第125話 | 8月25日  | 屍にそそぐ涙はない                                  | 安藤日出男 | 村山三男 | 中村竹弥 |
| 第126話 | 9月1日   | 女の戦争                                            | 藤森明     | 宮下泰彦 | 中原早苗、しめぎ・しがこ、夏圭子、真山知子、渚まゆみ、嘉手納清美、紺野ユカ、三崎千恵子                                   |
| 第127話 | 9月8日   | 現金強奪作戦                                        | 山浦弘靖   | 黒田義之 | 尾瀬格、清水まゆみ、梶健二、小坂一也、江角英明、近藤宏、稲垣昭三、中井啓介、笠原玲子                                     |
| 第128話 | 9月15日  | 殺しのお知らせ                                      | 田口耕三   | 黒田義之 | |
| 第129話 | 9月22日  | 勲章は高くつく                                      | 石森史郎   | 富本壮吉 | |
| 第130話 | 9月29日  | 結婚サギ師の多忙な生活                              | 尾崎悠     | 宮下泰彦 | |
| 第131話 | 10月6日  | 覆面ラリー車を奪え                                  | 加瀬高之   | 土井茂   | |
| 第132話 | 10月13日 | 二億円の賭け                                        | 山浦弘靖   | 富本壮吉 | 新田昌玄、八木昌子、渥美国泰、鈴木瑞穂、田中三津子、小山内淳、吉原正皓                                                   |
| 第133話 | 10月20日 | 五十万人の中の誘拐                                  | 石松愛弘   | 土井茂   | |
| 第134話 | 10月27日 | 影なき殺人命令                                      | 山浦弘靖   | 黒田義之 | 田島和子、金光満樹、西尾三枝子、穂積隆信、増田順司、杉裕之、森矢雄二、藤田弓子、有馬昌彦、北村総一郎、橋爪功、石田太郎   |
| 第135話 | 11月3日  | 阿蘇のシンデレラ                                    | 加瀬高之   | 土井茂   | |
| 第136話 | 11月10日 | 九州横断道路                                        | 石松愛弘   | 土井茂   | |
| 第137話 | 11月17日 | 女は一度勝負する                                    | 藤森明     | 宮下泰彦 | |
| 第138話 | 11月24日 | 犯罪を予告する女                                    | 柴英三郎   | 黒田義之 | |
| 第139話 | 12月1日  | 偽ガードマン登場                                    | 加瀬高之   | 湯浅憲明 | |
| 第140話 | 12月8日  | 裏切りは一度だけ                                    | 山浦弘靖   | 中西忠三 | |
| 第141話 | 12月15日 | 宝石の逃げる道                                      | 加瀬高之   | 村山新治 | |
| 第142話 | 12月22日 | 悪魔の爪あと                                        | 今村文人   | 富本壮吉 | |
| 第143話 | 12月29日 | マッチ売りの少女は大晦日に死ぬ                      | 尾崎悠     | 宮下泰彦 | 梓英子、戸浦六宏、今井健二、田口計、杉義一、有馬昌彦、森矢雄二、松旭斎良子、赤沢未知子                                   |

### 1968年（昭和43年）
| 話      | 放送日   | サブタイトル                                             | 脚本     | 監督     | ゲスト                                                     |
| ------- | -------- | -------------------------------------------------------- | -------- | -------- | ---------------------------------------------------------- |
| 第144話 | 1月5日   | 夜と昼の顔を持つ男                                       | 清水啓司 | 富本壮吉 | 西村晃                                                     |
| 第145話 | 1月12日  | 私の愛した死体                                           |          |          | 山本学、金子信雄、山東昭子、長山藍子                       |
| 第146話 | 1月19日  | 俺の鎖をといてくれ                                       | 石松愛弘 | 宮下泰彦 | 岸田森、佐々木愛、井上昭文、加賀まりこ、岩本多代           |
| 第147話 | 1月26日  | 交通殺人                                                 |          |          | 江原真二郎                                                 |
| 第148話 | 2月2日   | 風と火の呪い                                             | 田口耕三 | 佐藤肇   | 加藤嘉、南美江、松岡きっこ、中村孝雄、真杉美知子           |
| 第149話 | 2月9日   | 雪女                                                     |          |          |                                                            |
| 第150話 | 2月16日  | 南海の死闘                                               |          |          |                                                            |
| 第151話 | 2月23日  | 氷と死神                                                 | 加瀬高之 | 佐藤肇   | 高橋長英                                                   |
| 第152話 | 3月1日   | 愛と憎しみの弾丸                                         | 山浦弘靖 | 崎山周   | 丹羽又三郎、田口計                                         |
| 第153話 | 3月8日   | 恐怖のハネムーン                                         |          |          |                                                            |
| 第154話 | 3月15日  | 吹雪の中の殺人者                                         |          |          |                                                            |
| 第155話 | 3月22日  | 絶望の36時間                                             |          |          |                                                            |
| 第156話 | 3月29日  | 宝石列車襲撃作戦                                         |          |          |                                                            |
| 第157話 | 4月5日   | ガードマン パリで大奮戦 （フランス・パリロケ）           | 増村保造 | 富本壮吉 | 田村高広                                                   |
| 第158話 | 4月12日  | ガードマン スイス追撃作戦 （スイスロケ）                 | 増村保造 | 富本壮吉 | 田村高広                                                   |
| 第159話 | 4月19日  | 死の試走車                                               |          |          |                                                            |
| 第160話 | 4月26日  | 帰って来た偽ガードマン                                   |          |          |                                                            |
| 第161話 | 5月3日   | 恋のアムステルダム （オランダ・アムステルダムロケ）      |          |          |                                                            |
| 第162話 | 5月10日  | 一億円交響楽                                             |          |          |                                                            |
| 第163話 | 5月17日  | ゆすり続ける男                                           |          |          |                                                            |
| 第164話 | 5月24日  | 死の追跡                                                 |          |          |                                                            |
| 第165話 | 5月31日  | 生きたまま火葬にしてネ                                   |          |          |                                                            |
| 第166話 | 6月7日   | 殺されに来た二人の男                                     |          |          |                                                            |
| 第167話 | 6月14日  | 停年殺人                                                 |          |          |                                                            |
| 第168話 | 6月21日  | 白い手の恐怖                                             |          |          |                                                            |
| 第169話 | 6月28日  | 結婚式大泥棒                                             |          |          |                                                            |
| 第170話 | 7月5日   | 死神から逃げまくれ                                       |          |          |                                                            |
| 第171話 | 7月12日  | 情無用サラリーマン稼業                                   |          |          |                                                            |
| 第172話 | 7月19日  | 怪談・殺人鬼ホテル                                       | 加瀬高之 | 黒田義之 | 原知佐子、三条美紀、木村玄、江見俊太郎、橋爪功             |
| 第173話 | 7月26日  | 怪談・幽霊の招く館                                       |          |          | 川辺久造                                                   |
| 第174話 | 8月2日   | 死体と住む女                                             |          |          |                                                            |
| 第175話 | 8月9日   | 悪女が目をさます旅 ※この回からテスト形式でカラー放送開始 |          |          |                                                            |
| 第176話 | 8月16日  | 新・四谷怪談                                             |          |          |                                                            |
| 第177話 | 8月23日  | 女猫宝石泥棒                                             |          |          |                                                            |
| 第178話 | 8月30日  | 生と死の谷間                                             |          |          |                                                            |
| 第179話 | 9月6日   | 殺し屋の来た島                                           |          |          |                                                            |
| 第180話 | 9月13日  | 怪談・首のない幽霊                                       | 山浦弘靖 | 土井茂   | 田口計、久保菜穂子、高原駿雄、田中三津子、蜷川幸雄、永田靖 |
| 第181話 | 9月20日  | 危険を拾った娘                                           |          |          |                                                            |
| 第182話 | 9月27日  | サラリーマン・殺人旅行                                   |          |          |                                                            |
| 第183話 | 10月4日  | 死の山に消えた現金                                       | 加瀬高之 | 土井茂   | 弓恵子                                                     |
| 第184話 | 10月11日 | 悪党コンビの狂ったバカンス                               |          |          |                                                            |
| 第185話 | 10月18日 | 命を張って賭場荒し                                       |          |          |                                                            |
| 第186話 | 10月25日 | 奥様は泥棒稼業                                           |          |          | 千波丈太郎                                                 |
| 第187話 | 11月1日  | 大金庫をぶち破れ                                         |          |          |                                                            |
| 第188話 | 11月8日  | 空中強盗                                                 | 吉岡道夫 | 中西忠三 | 成田三樹夫、三上真一郎、渥美國泰                           |
| 第189話 | 11月15日 | 現金輸送車奇襲作戦                                       |          |          | 千波丈太郎、川合伸旺、今井健二、根岸一正、藤木孝           |
| 第190話 | 11月22日 | 銀行は真昼に襲え                                         |          |          |                                                            |
| 第191話 | 11月29日 | 真夜中の客                                               |          |          |                                                            |
| 第192話 | 12月6日  | 人殺しへの脱走                                           |          |          |                                                            |
| 第193話 | 12月13日 | 葬式強盗団                                               | 高久進   | 阿部毅   | 奥野匡、千波丈太郎、夏圭子                                 |
| 第194話 | 12月20日 | 死刑執行人の歌が聞こえる                                 | 山浦弘靖 | 宮下泰彦 | 多々良純、渚まゆみ、金内吉男                               |
| 第195話 | 12月27日 | 二億円宝石強盗                                           | 加瀬高之 | 土井茂   | 穂積隆信、河野秋武、川口恵子                               |

### 1969年（昭和44年）
| 話      | 放送日   | サブタイトル                                             | 脚本              | 監督     | ゲスト |
| ------- | -------- | -------------------------------------------------------- | ----------------- | -------- | --- |
| 第196話 | 1月3日   | 花嫁の夫は死人                                           | 山浦弘靖 富本壮吉 | 富本壮吉 | 緑魔子、成田三樹夫、田口計 |
| 第197話 | 1月10日  | 集団誘拐                                                 | 藤森明 増村保造   | 村山新治 | 佐藤博、平泉征、小松方正 |
| 第198話 | 1月17日  | 怪談・車に乗った幽霊                                     | 山浦弘靖          | 富本壮吉 | 根上淳、太田博之 |
| 第199話 | 1月24日  | 皆殺しの島                                               |                   |          | |
| 第200話 | 1月31日  | 殺人者に明日はない （スペイン・ポルトガルロケ）          |                   |          | |
| 第201話 | 2月7日   | 怪談・すすり泣くわら人形                                 |                   |          | 戸浦六宏 |
| 第202話 | 2月14日  | 荒野の大悪党                                             |                   |          | |
| 第203話 | 2月21日  | 怪談・呪いの館                                           | 山浦弘靖          | 弓削太郎 | 早川雄三 |
| 第204話 | 2月28日  | ガードマンを死刑台に送れ                                 |                   |          | |
| 第205話 | 3月7日   | ズッコケ野郎は骨までしゃぶれ                             |                   |          | |
| 第206話 | 3月14日  | 新婚旅行は地獄へどうぞ                                   |                   |          | |
| 第207話 | 3月21日  | 今晩は宝石泥棒デス ※この回から定時でのカラー番組となる。 |                   |          | |
| 第208話 | 3月28日  | 逃亡のアムステルダム （オランダ・アムステルダムロケ）    |                   |          | |
| 第209話 | 4月4日   | 現金輸送車・大追跡作戦                                   | 南英之            | 井上芳夫 | 千波丈太郎 |
| 第210話 | 4月11日  | トラック強盗部隊                                         |                   |          | |
| 第211話 | 4月18日  | ヘリコプター強盗団                                       | 南英之            | 村山三男 | 地井武男 |
| 第212話 | 4月25日  | 消えた現金に手を出すな                                   |                   |          | |
| 第213話 | 5月2日   | 死の穴                                                   |                   |          | |
| 第214話 | 5月9日   | 黒いロケット                                             |                   |          | |
| 第215話 | 5月16日  | 日本縦断・追跡飛行                                       |                   |          | |
| 第216話 | 5月23日  | 偽ガードマン・泣いてくれるなおっ母さん                   |                   |          | |
| 第217話 | 5月30日  | 教育ママ殺人事件                                         |                   |          | |
| 第218話 | 6月6日   | サラリーマンは夜に勝負する                               | 山浦弘靖          | 富本壮吉 | 露口茂、中尾彬、増田順司、姫ゆり子                                                                                             |
| 第219話 | 6月13日  | 魔の13日金曜の連続殺人                                   |                   |          | |
| 第220話 | 6月20日  | 宝石自動車ダイナミック襲撃                               |                   |          | |
| 第221話 | 6月27日  | 満月の夜は女を殺せ                                       |                   |          | |
| 第222話 | 7月4日   | 怪談・吸血鬼                                             |                   |          | 南原宏治、加藤嘉、内田稔 |
| 第223話 | 7月11日  | 殺し屋四人海を行く                                       |                   |          | |
| 第224話 | 7月18日  | 怪談・幽霊の赤ちゃん                                     | 山浦弘靖          | 井上昭   | 渥美国泰、岩本多代、穂積隆信                                                                                                   |
| 第225話 | 7月25日  | 嫁と姑がうまくいく方法                                   | 藤森明 増村保造   | 宮下泰彦 | |
| 第226話 | 8月1日   | 替玉旅行は殺人がいっぱい                                 |                   |          | |
| 第227話 | 8月8日   | 怪談・霧の夜は殺人鬼が笑う                               |                   |          | 久米明、加藤嘉 |
| 第228話 | 8月15日  | 化物屋敷に三匹の狼                                       | 藤森明            | 岡崎明   | 岡田英次、石橋蓮司、桜井浩子、太田博之                                                                                         |
| 第229話 | 8月22日  | 怪談・私と同じ顔の幽霊                                   |                   |          | 浜村純、内田朝雄 |
| 第230話 | 8月29日  | 海底強盗団                                               |                   |          | |
| 第231話 | 9月5日   | うるさい夫を片づける方法                                 |                   |          | |
| 第232話 | 9月12日  | 夫を死刑台に送れ                                         |                   |          | |
| 第233話 | 9月19日  | 殺人ガスの恐怖が降ってくる                               |                   |          | |
| 第234話 | 9月26日  | 海底殺し屋                                               |                   |          | |
| 第235話 | 10月3日  | 大空に消えた現金輸送機                                   | 南英之            | 土井茂   | 川辺久造、清水まゆみ、山本耕一、穂積隆信、小笠原良智、黒部進、杉森麟                                                           |
| 第236話 | 10月10日 | 喜劇・いらっしゃいませ集団万引様                         | 藤森明 山浦弘靖   | 弓削太郎 | 中村メイコ、花沢徳衛、南原宏治、金子信雄、大辻伺郎、今井健二、藤村有弘、藤木孝、上田吉二郎、左卜全、曽我町子、大泉滉、石井富子 |
| 第237話 | 10月17日 | 日曜日は銀行爆破                                         |                   |          | |
| 第238話 | 10月24日 | 女がライバルを殺す方法                                   | 清水啓司          | 井上昭   | 稲野和子、仲谷昇、中原早苗、松岡きっこ                                                                                         |
| 第239話 | 10月31日 | 金貸しばあさん殺人事件                                   |                   |          | |
| 第240話 | 11月7日  | 生きては帰れぬ地獄トリデ                                 |                   |          | |
| 第241話 | 11月14日 | 生まれたわが子はお化けの赤ちゃん                         |                   |          | |
| 第242話 | 11月21日 | 悪女たちは完全犯罪がお好き                               |                   |          | |
| 第243話 | 11月28日 | 血闘・荒野の一匹狼                                       | 安藤日出男        | 山内正   | |
| 第244話 | 12月5日  | 史上最高のボーナス強盗                                   |                   |          | |
| 第245話 | 12月12日 | 何が幽霊屋敷に起こったか                                 |                   |          | |
| 第246話 | 12月19日 | お知らせ爆弾魔                                           |                   |          | |
| 第247話 | 12月26日 | 殺人せり市                                               |                   |          | |

### 1970年（昭和45年）
| 話      | 放送日   | サブタイトル                                            | 脚本              | 監督     | ゲスト |
| ------- | -------- | ------------------------------------------------------- | ----------------- | -------- | --- |
| 第248話 | 1月2日   | 初詣強盗団                                              | 山浦弘靖 清水啓司 | 宮下泰彦 | 南原宏治、北原義郎、大塚周夫、加藤和夫、木村元、大泉滉                                                                           |
| 第249話 | 1月9日   | 悪党サラリーマン                                        | 池田雄一          | 井上昭   | 永井智雄、早川保、中村友隆、川崎あかね、穂積隆信、伊達三郎                                                                       |
| 第250話 | 1月16日  | 250回目は殺人結婚式                                     | 南英之            | 井上昭   | 御木本伸介、堀雄二、太刀川寛、楠侑子、北原義郎                                                                                   |
| 第251話 | 1月23日  | 狂女が乗った殺人自動車                                  | 山浦弘靖          | 柳田博美 | 赤座美代子、横森久、北原義郎、東野孝彦、亀石征一郎                                                                               |
| 第252話 | 1月30日  | 俺の女房は悪魔のお使い                                  | 増村保造          | 富本壮吉 | 金子信雄、ジェリー藤尾、大辻伺郎、丹阿弥谷津子、野添ひとみ、江波多寛児、長谷川哲夫、曽我町子、小松方正                           |
| 第253話 | 2月6日   | 逃亡のカサブランカ                                      | 山浦弘靖          | 土井茂   | 西村晃、山﨑努 |
| 第254話 | 2月13日  | マンションは女の戦場                                    | 藤森明 増村保造   | 宮下泰彦 | 田口計、藤村有弘、清水まゆみ、中原早苗、根岸明美、藤木孝、小林昭二、渚まゆみ、内田朝雄                                           |
| 第255話 | 2月20日  | 怪談・手首のない幽霊                                    | 山浦弘靖          | 宮下泰彦 | 南原宏治、早川保 |
| 第256話 | 2月27日  | アムステルダム空港の女 （オランダ・アムステルダムロケ） | 増村保造          | 土井茂   | 細川俊之、西村晃、山﨑努、緑魔子                                                                                                 |
| 第257話 | 3月6日   | 空から来た殺人部隊                                      | 安藤日出男        | 中西忠三 | 佐竹明夫、瞳麗子、内田稔、上野山功一、中井啓輔                                                                                   |
| 第258話 | 3月13日  | 歌手は整形美容で殺される                                | 清水啓司          | 岡崎明   | 佐々木功、滝田裕介 |
| 第259話 | 3月20日  | さあ女の復讐が始まるわ                                  | 藤森明            | 崎山周   | 千秋実、仲谷昇、渚まゆみ、田口計                                                                                                 |
| 第260話 | 3月27日  | 二人の妻を持つ夫                                        | 山浦弘靖 清水啓司 | 弓削太郎 | 小山明子、中原早苗、伊丹十三、大辻伺郎、栗原玲児、横森久、早川雄三                                                               |
| 第261話 | 4月3日   | モロッコの真赤な太陽 （モロッコロケ）                   | 池田雄一          | 土井茂   | 山崎努、緑魔子、西村晃、稲野和子、西沢利明、永井智雄、森矢雄二、笠原玲子                                                         |
| 第262話 | 4月10日  | ダービーで大もうけする方法                              | 南英之            | 中西忠三 | |
| 第263話 | 4月17日  | 裏口入学は死を招く                                      | 山浦弘靖          | 宮下泰彦 | 戸浦六宏、平泉征、今井健二、渡辺文雄、石橋蓮司、金内吉男、内田稔、しめぎしがこ                                                   |
| 第264話 | 4月24日  | 宝石と女の戦争                                          | 山浦弘靖          | 宮下泰彦 | 牟田悌三、上田吉二郎、吉田日出子                                                                                                 |
| 第265話 | 5月1日   | 離婚孤児争奪戦                                          | 増村保造 山浦弘靖 | 土井茂   | 野添ひとみ、曾我廼家五郎八、西岡慶子、芦屋小雁、笠置シズ子、根上淳                                                               |
| 第266話 | 5月8日   | 団地・マイホーム殺人                                    | 山浦弘靖          | 井上昭   | 大辻伺郎、長谷川哲夫、渚まゆみ、角梨枝子                                                                                         |
| 第267話 | 5月15日  | 幽霊船死の海を行く                                      | 山浦弘靖          | 国原俊明 | 多々良純、横森久、内田稔 |
| 第268話 | 5月22日  | 荒野の殺人ラリー                                        | 山浦弘靖          | 土井茂   | 鈴木やすし、小林昭二、渡辺文雄、上野山功一、中井啓輔、夏木章、森矢雄二、河島尚真                                                 |
| 第269話 | 5月29日  | 団地奥さんがスターになる方法                            | 山浦弘靖          | 宮下泰彦 | |
| 第270話 | 6月5日   | 妻は夫の秘密をさぐるな                                  | 山浦弘靖          | 崎山周   | 成田三樹夫、根上淳、原知佐子、河野秋武、穂積隆信、東野孝彦、久米明、杉裕之、橋本力                                               |
| 第271話 | 6月12日  | 怪談・雨の幽霊病院                                      | 山浦弘靖          | 宮下泰彦 | 姿美千子、西沢利明、渥美国泰、由利徹、浜村純、荒砂ゆき、文野朋子、佐々木梨里、西本裕行、松川純子、橋本力、山上友夫               |
| 第272話 | 6月19日  | 宝石泥棒の連続殺人                                      | 加瀬高之          | 崎山周   | 今井健二、福田豊土、真山知子、藤木孝、瞳麗子、春日章良、松本朝夫、小瀬格、田川恒夫                                               |
| 第273話 | 6月26日  | 怪談・ミイラ墓の幽霊                                    | 安藤日出男        | 崎山周   | 松本めぐみ、北原義郎、角梨枝子、三夏伸、蟹江敬三、広村芳子、西本裕行、飛田喜佐夫                                                 |
| 第274話 | 7月3日   | 妻の浮気は死を招く                                      | 加瀬高之          | 土井茂   | 田口計、金内吉男、緑魔子、根岸明美、木村元                                                                                       |
| 第275話 | 7月10日  | 60才の花嫁・残酷物語                                    | 山浦弘靖          | 宮下泰彦 | 左卜全、多々良純、大辻伺郎、菅井きん、松岡きっこ、穂積隆信、吉田義夫                                                             |
| 第276話 | 7月17日  | 怪談・幽霊に喰い殺された家族                            | 山浦弘靖          | 崎山周   | 早川保、清水まゆみ、戸浦六宏、内田朝雄、田村奈己、荒砂ゆき、遠藤哲平                                                             |
| 第277話 | 7月24日  | 銀行ギャングのふるさとは墓場                            | 山浦弘靖          | 国原俊明 | |
| 第278話 | 7月31日  | 怪談・壁からでる幽霊                                    | 山浦弘靖 佐藤肇   | 佐藤肇   | 成田三樹夫、金内吉男、磯村みどり、永井智雄、清水綋治、益田ひろ子、新田信二                                                       |
| 第279話 | 8月7日   | 未亡人に招かれた男                                      | 池田悦子          | 土井茂   | 緑魔子、川合伸旺、小林昭二、木村元、大川修、桶田奈保美、橋本力                                                                   |
| 第280話 | 8月14日  | 怪談・幽霊団地の吸血鬼                                  | 山浦弘靖          | 中西忠三 | 中原早苗、青山良彦、長谷川明男                                                                                                   |
| 第281話 | 8月21日  | 団地奥さんヌードの悲劇                                  | 山浦弘靖          | 土井茂   | 緑魔子、川辺久造、田口計、荒砂ゆき、松山照夫、潮万太郎、加藤和夫、渥美国泰、畠山麦                                               |
| 第282話 | 8月28日  | 怪談・満月の夜は狼女が狂う                              | 山浦弘靖          | 宮下泰彦 | 渚まゆみ、長谷川哲夫、南原宏治、笠原玲子、中井啓輔、園田裕久、菊地唯夫・ゴールデントリオ                                         |
| 第283話 | 9月4日   | 復讐鬼白昼の大脱走                                      | 山浦弘靖          | 中西忠三 | ジェリー藤尾、清水紘治、内田稔                                                                                                   |
| 第284話 | 9月11日  | ヨーロッパで顔を失った男                                | 加瀬高之          | 井上昭   | |
| 第285話 | 9月18日  | ひばりの愛の逃亡姉妹                                    | 山浦弘靖          | 土井茂   | 美空ひばり |
| 第286話 | 9月25日  | 人妻のアルバイトは死を招く                              | 山浦弘靖          | 宮下泰彦 | 寺田路恵、福田豊士、南原宏治、田口計、新橋耐子、上田忠好、森矢雄二、一条淳子、赤沢未知子、和光ミキ                               |
| 第287話 | 10月2日  | チエミのモーレツ女課長を殺せ！                          | 山浦弘靖          | 井上昭   | 江利チエミ、滝田裕介、南原宏治、松本めぐみ、金内吉男、清水元、矢野宣、江見俊太郎、内田稔、片山明彦、城所英夫、上田忠好、久松保夫 |
| 第288話 | 10月9日  | 女子高校生スキャンダル殺人                              | 加瀬高之          | 崎山周   | 水原真記、西沢利明、北原義郎、目黒幸子、石橋蓮司、蟹江敬三、渥美国泰、佐藤耀子、松本朝夫、町田博子                               |
| 第289話 | 10月16日 | 蝶々の惚れた男で苦労する                                | 増村保造          | 崎山周   | ミヤコ蝶々、長谷川哲夫、郷鍈治                                                                                                   |
| 第290話 | 10月23日 | 荒野の大列車襲撃                                        | 三芳加也 藤森明   | 土井茂   | 花沢徳衛、伊達三郎、加藤和夫、大川修、中山克己、仲村隆、戸田皓久、菊地英一、尾崎幸治                                             |
| 第291話 | 10月30日 | バクチで稼ごう！団地奥さん                              | 山浦弘靖          | 宮下泰彦 | 稲野和子、加藤嘉、小池朝雄、荒砂ゆき、渥美国泰、根岸明美、三条美紀、藤木孝、小笠原良智、田中三津子、新井茂子、山名佐知江         |
| 第292話 | 11月6日  | 女の復讐は口笛にのって                                  | 高久進            | 崎山周   | 戸浦六宏、早川保、今井健二、磯村みどり、真屋順子、木村元                                                                         |
| 第293話 | 11月13日 | 逃げろ！妻からの殺人指令                                | 池田悦子          | 瀬川昌治 | フランキー堺、佐藤友美、成田三樹夫、三条美紀、立原博、由利徹、佐山俊二、大川修、団巌                                             |
| 第294話 | 11月20日 | ハレンチ奥さんの完全犯罪                                | 池田悦子          | 小西通雄 | 川合伸旺、真山知子、南原宏治、藤田みどり、橋爪功、フランツ・クルーベル、平野稔                                                   |
| 第295話 | 11月27日 | 女の出世は結婚さ！                                      | 藤森明 増村保造   | 宮下泰彦 | 緑魔子、中原早苗、松岡きっこ、高橋昌也、南美江、西沢利明、しめぎ・しがこ、石黒三郎、夏木章、西本裕行                             |
| 第296話 | 12月4日  | 走れ蒸気機関車！恐怖の逃亡者                            | 山浦弘靖 増村保造 | 土井茂   | 平泉征、清水まゆみ、天本英世、田口計、戸田皓久、潮万太郎、伊達三郎、仲村隆、青木一子、喜多大八、菊地英一、尾崎幸治               |
| 第297話 | 12月11日 | 高校生奥さんのハレンチ作戦                              | 藤森明            | 崎山周   | 水原麻記、多々良純、川辺久造、杉山俊夫、久松保夫、石井富子、山田禅二、田川恒夫                                                   |
| 第298話 | 12月18日 | 大人を恨みます！17才の心中                              | 藤森明            | 中西忠三 | 渡辺篤史、泉洋子、戸浦六宏、渡辺文雄、蟹江敬三、三崎千恵子、木村元、立原博、山本廉、大神信                                       |
| 第299話 | 12月25日 | 怪談・幽霊たちのクリスマス                              | 山浦弘靖          | 土井茂   | 金内吉男、中原早苗、根上淳、真山知子、佐々木功、吉野敬子、久松保夫                                                               |

### 1971年（昭和46年）
| 話      | 放送日   | サブタイトル                                                        | 脚本              | 監督     | ゲスト |
| ------- | -------- | ------------------------------------------------------------------- | ----------------- | -------- | --- |
| 第300話 | 1月1日   | ひとりぼっちの坊やハワイ珍道中 （ハワイロケ）                       |                   |          | ジェリー藤尾、河野秋武、稲野和子、川辺久造、水原麻記                                                                         |
| 第301話 | 1月8日   | ヌードモデル高校生殺人事件                                          |                   |          | 露口茂、小松方正、藤木孝、渥美国泰、名古屋章                                                                                 |
| 第302話 | 1月15日  | 怪談・赤い糸で人を殺す幽霊                                          |                   |          | 木村元、上野山功一 |
| 第303話 | 1月22日  | 父親の子守歌で復讐が始まる                                          |                   |          | 名古屋章、渡辺文雄、原知佐子、川合伸旺、穂積隆信                                                                             |
| 第304話 | 1月29日  | ハレンチ夫婦の幽霊殺人                                              |                   |          | 長谷川哲夫、赤座美代子、太田博之、原泉、河野秋武、渥美国泰、名古屋章                                                         |
| 第305話 | 2月5日   | 怪談・幽霊の出る女犯寺                                              |                   |          | 南原宏治、内田朝雄 |
| 第306話 | 2月12日  | 団地っ子 性教育だ全員集まれ！                                       |                   |          | 滝田裕介、弓恵子、小池朝雄、赤座美代子                                                                                       |
| 第307話 | 2月19日  | 教育ママの裏口入学作戦                                              |                   |          | 中原早苗、久松保夫、小松方正、今井健二、大泉滉、曽我町子、梅津栄、加藤和夫、荒砂ゆき                                         |
| 第308話 | 2月26日  | 結婚サギ師 責任とってもらいます！                                   |                   |          | 津川雅彦、花沢徳衛、城野ゆき、三条美紀、園佳也子                                                                             |
| 第309話 | 3月5日   | 顔に傷のある悪女                                                    |                   |          | 北林早苗、川合伸旺、南原宏治、藤村有弘、大辻伺郎、内田稔                                                                     |
| 第310話 | 3月12日  | 女子学園スキャンダル殺人                                            |                   |          | 宍戸錠、福田豊土、根岸明美、川崎あかね                                                                                       |
| 第311話 | 3月19日  | ハレンチ歌手が次々と殺される夜                                      |                   |          | 太田博之、平泉征、夏圭子、酒井修                                                                                             |
| 第312話 | 3月26日  | 女と男のズッコケ自動車レース                                        | 山浦弘靖          | 土井茂   | 林隆三、緑魔子、石橋蓮司、上野山功一、藤村有弘、南利明、江波多寛児                                                           |
| 第313話 | 4月2日   | 素晴らしきハワイ！恋とビキニと殺人 （ハワイロケ）                   |                   |          | ジェリー藤尾、河野秋武、稲野和子、川辺久造、水原麻記                                                                         |
| 第314話 | 4月9日   | 女二人ヨーロッパ珍道中 （オランダ・スイスロケ）                     |                   |          | 中原早苗、松岡きっこ、岡田真澄、藤木孝、加藤和夫、高橋昌也、三谷昇、内田稔                                                   |
| 第315話 | 4月16日  | 危険な18歳の奥さん                                                  |                   |          | 石井くに子、金内吉男、中井啓輔、伊川東吾、石井富子、新村礼子、酒井修、木村元、潮万太郎                                       |
| 第316話 | 4月23日  | うるさい奥さんをうまく殺す方法                                      | 加瀬高之          | 瀬川昌治 | ジェリー藤尾、根岸明美、早川保、草野大悟、新井茂子 特別ゲスト：山本直純、浪越徳治郎、杉浦幸雄、沢村忠、カルーセル麻紀        |
| 第317話 | 4月30日  | 恋人を殺して姉弟心中                                                | 増村保造 藤森明   | 竹馬伸雄 | 緑魔子、花沢徳衛、長谷川哲夫、平泉征、田口計、川口恒                                                                         |
| 第318話 | 5月7日   | 夫を盗まれた妻の復讐 （スイスロケ）                                 |                   |          | 中原早苗、岡田真澄、津川雅彦、松岡きっこ、渡辺文雄、藤木孝、加藤和夫                                                         |
| 第319話 | 5月14日  | 殴りこみホットパンツ大作戦                                          |                   |          | 八並映子、城野ゆき、河原崎建三、小野川公三郎、西沢利明、戸浦六宏、文野朋子、早川雄三                                         |
| 第320話 | 5月21日  | ボウリング場殺人事件                                                | 清水啓司          | 崎山周   | 津川雅彦、中尾彬、山東昭子、南原宏治、真山知子、水原麻記、中井啓輔、江角英明、E・H・エリック、山田二郎                       |
| 第321話 | 5月28日  | 結婚式から逃げた花嫁                                                | 藤森明            | 井上昭   | 赤座美代子、滝田裕介、郷鍈治、田中明夫、三遊亭圓楽、江波多寛児、藤木孝、酒井修、川口恒、応蘭芳                               |
| 第322話 | 6月4日   | 女と男の禁じられた逃亡                                              |                   |          | 大出俊、清水まゆみ、南原宏治、藤岡重慶、加藤和夫                                                                             |
| 第323話 | 6月11日  | 大凶！恋占い連続殺人                                                |                   |          | 入川保則、小池朝雄、内田朝雄                                                                                                 |
| 第324話 | 6月18日  | ズッコケ娘にホトホトまいった                                        |                   |          | 津川雅彦、藤田みどり、早川保、田口計、加藤和夫、北村総一郎、潮万太郎                                                         |
| 第325話 | 6月25日  | 200億円の鍵は記憶を失った女                                         |                   |          | 加藤嘉、赤座美代子、木村元、高原駿雄、浜田晃                                                                                 |
| 第326話 | 7月2日   | 年上の妻の華やかな犯罪                                              | 池田雄一          | 深作欣二 | 高千穂ひづる、長谷川哲夫、松岡きっこ、今井健二、渡辺文雄、渥美国泰、大塚道子(声)                                             |
| 第327話 | 7月9日   | ショック！雨の夜は死人が笑う                                        |                   |          | 戸浦六宏、高木均、江波多寛児、石井富子、橋爪功、庄司永建、長谷川待子、遠藤征慈、木村元、水原麻記                             |
| 第328話 | 7月16日  | セックス解放の海！真夏の殺人                                        |                   |          | 岸田森、春川ますみ、平泉征                                                                                                   |
| 第329話 | 7月23日  | 怪談・氷の中のヌード美人                                            |                   |          | 原知佐子、露口茂 |
| 第330話 | 8月6日   | スリラー！ミイラ墓の女                                              | 加瀬高之          | 宮下泰彦 | 奈美悦子、浜田晃、蟹江敬三、北村和夫、今福将雄                                                                               |
| 第331話 | 8月13日  | ドッキリ喜劇・ヌード売ります！                                      |                   |          | フランキー堺、松岡きっこ、藤村有弘、上野山功一、稲野和子                                                                     |
| 第332話 | 8月20日  | この夏女子学生がやった大冒険                                        |                   |          | 八並映子、中尾彬、赤座美代子、内田朝雄、渥美国泰                                                                             |
| 第333話 | 8月27日  | フランスで死んだ女 （フランスロケ）                                 |                   |          | 加賀まり子、平泉征、津川雅彦、高橋昌也                                                                                       |
| 第334話 | 9月3日   | 荒野のカー・アクション殺人                                          |                   |          | 津川雅彦、郷鍈治、草野大悟、南原宏治、冨川澈夫                                                                               |
| 第335話 | 9月10日  | 16歳で結婚！女はつらいネ                                            | 藤森明 増村保造   | 土井茂   | 津坂匡章、関根恵子、渡辺文雄、藤岡重慶、藤木孝、加藤和夫、三谷昇                                                             |
| 第336話 | 9月17日  | セクシー娘・お色気捕物帖                                            | 山浦弘靖          | 中西忠三 | 江夏夕子、財津一郎、毒蝮三太夫、佐藤蛾次郎、立原博、根岸明美、石井富子、江角英明、目黒幸子                                   |
| 第337話 | 9月24日  | 奥さんがよろめく時殺人が起る                                        | 山浦弘靖          | 井上昭   | 吉田輝雄、緑魔子、久米明 |
| 第338話 | 10月1日  | 負けられないわ！嫁と姑 女の戦争                                     |                   |          | 三益愛子、渚まゆみ、藤田みどり、草野大悟、今井健二、前田吟、渡辺文雄、川口恒、三崎千恵子                                     |
| 第339話 | 10月8日  | 追い出された花嫁は復讐する                                          |                   |          | 緑魔子、久富惟晴、郷鍈治、加藤嘉、早川保、大塚道子、川崎あかね                                                               |
| 第340話 | 10月15日 | おんな風呂殺人事件                                                  |                   |          | 中原早苗、黒木進、常田富士男、大辻伺郎、水原麻記                                                                             |
| 第341話 | 10月22日 | ヌードの悪女華やかな私生活                                          |                   |          | 江夏夕子、酒井修、田口計、渥美マリ、南原宏治、藤木孝、木村元、原泉                                                           |
| 第342話 | 10月29日 | 教育ママの狂った大競争                                              |                   |          | 悠木千帆、稲野和子、草野大悟、菅井きん、伊達三郎、高松しげお、新井茂子                                                       |
| 第343話 | 11月5日  | お色気喜劇・浮気結婚式                                              |                   |          | ジェリー藤尾、渚まゆみ、田口計、南原宏治、藤木孝、木村元、早川雄三                                                           |
| 第344話 | 11月12日 | 煙突の上で無理心中したヌードの美女                                  | 今子正義          | 宮下泰彦 | 緑魔子、天本英世、ザ・モップス、神太郎、遠藤征慈、黒部進、伊達三郎、丸岡将一郎、江波多寛児、早川雄三                         |
| 第345話 | 11月19日 | まあ恥ずかしい！スターの告白                                        |                   |          | 津川雅彦、長谷川哲夫、川辺久造、藤村有弘、福田豊土、今井健二、小野川公三郎、戸部夕子、小池朝雄、永井智雄、水原麻記、名古屋章 |
| 第346話 | 11月26日 | 結婚ウハウハ団体列車                                                | 加瀬高之          | 瀬川昌治 | 奈美悦子、芦屋雁之助、フランキー堺、ジェリー藤尾、酒井修、若水ヤエ子、三夏伸、太宰久雄                                       |
| 第347話 | 12月3日  | すごーい奥さんの飛行機爆破作戦                                      |                   |          | 悠木千帆、津川雅彦、江波多寛児                                                                                               |
| 第348話 | 12月10日 | 今晩ワ！私は死のセールスマン                                        | 今子正義 増村保造 | 竹馬伸雄 | 井上孝雄、今井健二、川崎あかね、渡辺文雄、藤村有弘、黒木進、上野山功一、加藤和夫                                             |
| 第349話 | 12月17日 | 16歳の花嫁に夫が二人？ （オランダ・アムステルダムロケ）             | 藤森明 増村保造   | 土井茂   | 池部良、関根恵子、入川保則、長谷川哲夫、今井健二、川口恒                                                                     |
| 第350話 | 12月24日 | さよならガードマン！また逢う日まで （オランダ・アムステルダムロケ） | 藤森明 増村保造   | 土井茂   | 池部良、関根恵子、入川保則、長谷川哲夫、川口恒                                                                               |

## 放送局
- TBS（制作局）：金曜 21:30 - 22:30
- 北海道放送：金曜 21:30 - 22:30[6]
- 青森放送：木曜 22:15 - 23:15（1965年4月29日 - 1966年4月14日）[7] → 木曜 22:00 - 23:00（1966年4月21日 - 12月29日） → 金曜 22:00 - 23:00（1967年1月6日 - 8月25日） → 月曜 22:00 - 23:00（1967年8月28日 - 1969年11月17日）[8]
  - 青森テレビ：金曜 21:30 - 22:30[9]（1969年12月開局から[10][6]）
- 岩手放送：金曜 21:30 - 22:30[11]
- 秋田放送：木曜 22:15 - 23:15（1966年3月時点）→ 月曜 22:00 - 22:56（1971年8月時点）[12]
- 山形放送：金曜 21:30 - 22:30（放送開始から1965年12月まで）→ 木曜 22:15 - 23:15（1966年1月 - 12月）→ 土曜 22:30 - 23:30（1967年1月から）[13]
- 東北放送：金曜 21:30 - 22:30[14]
- 福島テレビ：金曜 21:30 - 22:30[14]
- 新潟放送：金曜 21:30 - 22:30[15]
- 北日本放送：月曜 22:00 - 22:56[16]
- 北陸放送：金曜 21:30 - 22:30[15]
- 福井放送：月曜 22:00 - 22:56（17日遅れ）
- テレビ山梨：金曜 21:30 - 22:30（1970年4月開局から）
- 信越放送：金曜 21:30 - 22:30
- 静岡放送：金曜 21:30 - 22:30
- 中部日本放送：金曜 21:30 - 22:30[15]
- 朝日放送：金曜 21:30 - 22:30[17]
- 山陰放送：金曜 21:30 - 22:30[18]
- 山陽放送：金曜 21:30 - 22:30[18]
- 中国放送：金曜 21:30 - 22:30[18]
- 山口放送：金曜 22:00 - 23:00（2週遅れ）[18] → テレビ山口：金曜 21:30 - 22:30（1970年4月開局から）
- 四国放送：土曜 22:30 - 23:30（3週遅れ[19]）
- テレビ高知：金曜 21:30 - 22:30（1970年4月開局から）
- RKB毎日放送：金曜 21:30 - 22:30
- 長崎放送：金曜 21:30 - 22:30
- 熊本放送：金曜 21:30 - 22:30
- 大分放送：金曜 21:30 - 22:30
- 宮崎放送：金曜 21:30 - 22:30
- 南日本放送：金曜 21:30 - 22:30
- 琉球放送：金曜 21:30 - 22:30

## 映画化作品
- レギュラーの隊員のうち神山と川津は出演していない。

### ザ・ガードマン 東京用心棒
1965年12月11日公開。配給大映。85分。

#### スタッフ
- 監督： 井上昭
- 企画： 三輪孝仁　野添和子
- 脚本： 長谷川公之
- 撮影： 渡辺公夫
- 美術： 間野重雄
- 編集： 関口章治
- 音楽： 小野崎孝輔
- 録音： 須田武雄
- 照明： 柴田恒吉

#### キャスト
- 高倉主任：宇津井健
- 清水隊員：藤巻潤
- 杉井隊員：倉石功
- 吉田班長：稲葉義男
- 小森隊員：中条静夫
- 宗方啓介：待田京介
- 井本みどり：江波杏子
- 加藤ユキコ：渚まゆみ
- 宗方奈々江：久保菜穂子
- 大石輸出部長：	根上淳

### ザ・ガードマン 東京忍者部隊
1966年2月12日公開。配給大映。82分

#### スタッフ
- 監督： 弓削太郎
- 企画： 三輪孝仁
- 脚本： 長谷川公之
- 撮影： 宗川信夫
- 美術： 仲美喜雄
- 編集： 中静達治
- 音楽： 池野成
- 録音： 渡辺利一
- 照明： 伊藤幸夫

#### キャスト
- 高倉主任：宇津井健
- 清水隊員：藤巻潤
- 杉井隊員：倉石功
- 吉田班長：稲葉義男
- 小森隊員：中条静夫
- 並川隊員：長谷川明男
- 牧隊員：小笠原良智
- 木元五郎：成田三樹夫
- 林美枝：長谷川待子
- 市川友子：明星雅子

## DVD化作品
- 2002年1月25日発売
  - 『ザ・ガードマン 東京警備指令 file 1』（ジェネオンエンタテインメント）
4枚組DVD。第1話から第16話まで収録。
- 2002年7月25日発売
  - 『ザ・ガードマン 東京警備指令 file 1 VOL.1』（ジェネオンエンタテインメント）
  - 『ザ・ガードマン 東京警備指令 file 1 VOL.2』（ジェネオンエンタテインメント）
  - 『ザ・ガードマン 東京警備指令 file 1 VOL.3』（ジェネオンエンタテインメント）
  - 『ザ・ガードマン 東京警備指令 file 1 VOL.4』（ジェネオンエンタテインメント）
上記4枚組DVDのバラ売り。
- 2003年6月18日発売
  - 『ザ・ガードマン 海外ロケ篇セレクション(1)』（スバック）
3枚組選集DVD。6話収録。
Disc:1 「第92話 ロンドンの青い霧」「第93話 ロンドン－東京応答せよ」
Disc:2 「第96話 アムステルダムの女」「第161話 恋のアムステルダム」
Disc:3 「第157話 ガードマンパリで大奮戦」「第158話 ガードマンスイス追撃作戦」
  - 『ザ・ガードマン 現金輸送車襲撃篇セレクション(1)』（スバック）
3枚組選集DVD。6話収録。
Disc:1 「第50話 逃亡と裏切り」「第79話 現金輸送車危機一発！」
Disc:2 「第98話 現金輸送車絶体絶命」「第104話 白昼の大襲撃」
Disc:3 「第127話 現金強奪作戦」「第168話 白い手の恐怖」
- 2003年7月25日発売
  - 『ザ・ガードマン 空中アクション篇コレクション』（スバック）
3枚組選集DVD。6話収録。
Disc:1 「第24話 ガードマン空へ」「第25話 続ガードマン空へ」
Disc:2 「第70話 大空の死闘」「第122話 地獄で会った四人の男」
Disc:3 「第188話 空中強盗」「第235話 大空に消えた現金輸送機」
  - 『ザ・ガードマン 恐怖とサスペンス篇コレクション(1)』（スバック）
3枚組選集DVD。6話収録。
Disc:1 「第89話 死神の館」「第172話 怪談殺人鬼ホテル」
Disc:2 「第123話 現代牡丹灯籠」「第180話 首のない幽霊」
Disc:3 「第124話 ざくろ沼の恐怖」「第148話 風と火の呪い」
- 2003年8月20日発売
  - 『ザ・ガードマン 想い出の二大スター<特別版>』（スバック）
2話収録。「第285話 ひばりの愛の逃亡姉妹」「第287話 チエミのモーレツ女課長を殺せ！」を収録。
  - 『ザ・ガードマン コミック篇コレクション』（スバック）
3枚組選集DVD。6話収録。
Disc:1 「第62話 大犯罪作戦」「第118話 大泥棒一家」
Disc:2 「第130話 結婚サギ師の多忙な生活」「第137話 女は一度勝負する」
Disc:3 「第139話 偽ガードマン登場」「第160話 帰って来た偽ガードマン」
- 2003年12月19日発売
  - 『ザ・ガードマン 1965年度版 東京警備指令全話 完全初回限定版』（スバック）
12枚組DVD。1965年放映の第1話から第39話および1966年放映の第40話から第47話を収録。「ザ・ガードマン 東京警備指令」という番組タイトルから「東京警備指令」が除かれる前の全47話収録。
- 2004年7月14日発売
  - 『ザ・ガードマン 1966年度版 DVD-BOX』（スバック）
11枚組DVD。1966年放映の第48話から第91話までの全44話収録。
- 2005年6月15日発売
  - 『ザ・ガードマン 1970年度版DVD-BOX Vol.1』（スバック）
6枚組DVD。1970年放映の第248話から第271話までの全24話収録。
  - 『ザ・ガードマン 1970年度版DVD-BOX Vol.2』（スバック）
7枚組DVD。1970年放映の第272話から第299話までの全28話収録。

- 2006年9月20日発売
  - 『ザ・ガードマン 1967年度版DVD-BOX Vol.1』（スバック）
7枚組DVD。1967年放映の第92話から第119話までの全28話収録。
  - 『ザ・ガードマン 1967年度版DVD-BOX Vol.2』（スバック）
6枚組DVD。1967年放映の第120話から第143話までの全24話収録。

## 主題歌
- 『ガードマンの歌』（大映レコード）
  - 作詞：藤川桂介 作曲/編曲：山内正 歌：藤巻潤